# Impatiens dolichoceras
Impatiens dolichoceras là một loài thực vật có hoa trong họ Bóng nước. Loài này được Pritz. ex Diels mô tả khoa học đầu tiên năm 1900.